# Vodafone 804N
Vodafone 804N/SoftBank 804N（ボーダフォン804N）/（ソフトバンク804N）はNECが開発し、ソフトバンクモバイルが販売するW-CDMA通信方式のSoftBank 3Gサービスを利用可能な携帯電話端末。
背面にミュージックキーがあるのが特徴。外部メディアはmicroSDメモリカード。関東、甲信地域で4月22日より発売。（SoftBank 804Nは11月3日発売。）

## 対応サービス
| 主な対応サービス   | 主な対応サービス | 主な対応サービス | 主な対応サービス |
| ------------------ | ---------------- | ---------------- | ---------------- |
| サークルトーク     | ホットステータス | Yahoo!mocoa      | S!ループ         |
| S!タウン           | ライブモニター   | S!CAST           | S!FeliCa         |
| S!ケータイ動画     | PCサイトブラウザ | 電子コミック     | S!アプリ         |
| 着うたフル／着うた | アレンジメール   | S!アドレスブック | 3Gお天気アイコン |
| レコメール         | TVコール         | 国際ローミング   | S!GPSナビ        |

## 特徴
NEC製Vodafone端末では V-N701 以来久しぶりの（Vodafone 3G になってからは初の）国際ローミング対応機となった（これ以前に登場した802N・703Nはいずれも国際ローミング非対応であった）。
内蔵メモリに大容量450MBメモリを採用している点評判が高い。背面にミュージックキーを搭載しているので音楽を聴くのに快適な環境を提供しているといえる。
日本メーカー製の携帯電話で初めてmicroSDメモリーカードを採用した。

## 不都合
一時期ソフトウェアに原因不明の不都合が発見され発売を停止していた。不具合の内容は、保存したデータが何らかの条件が偶然にも重なると消去してしまうものとされている。消去される例で多いものとしては電話帳があげられる。